# 甲吲洛尔
甲吲洛尔（商品名：Betagon）是一种含氮有机化合物，化学式为C15H22N2O2，可作为非选择性的β受体阻滞剂用于治疗青光眼。